# Conocephalus unicolor
Conocephalus unicolor är en insektsart som beskrevs av Bruner, L. 1915. Conocephalus unicolor ingår i släktet Conocephalus och familjen vårtbitare. Inga underarter finns listade i Catalogue of Life.